# Audouin II d'Angoulême

Armes des comtes d'Angoulême.

Audouin II d'Angoulême (comte en 1028 - mort en 1032) était un comte d'Angoulême. Il succède dans cette charge à son père Guillaume IV Taillefer, mort en 1028. Le lendemain de l'enterrement de son père, il est attaqué par son frère Geoffroi Taillefer, qui lui dispute la propriété du château de Blaye. Geoffroi est finalement vaincu, et implore le pardon d'Audouin, qui lui accorde généreusement, partageant même avec lui la terre de Blaye.
Audouin laisse à l'auteur de l'Historia Pontificum et Comitum Engolismensium, qui retrace la vie des comtes d'Angoulême, l'image d'un seigneur courageux et vertueux.
Marié à Alausie, ou Adélaïde, de Fronsac, il a d'elle deux fils : l'un Guillaume, surnommé Chaussard, comte de Mastas, spolié du comté d'Angoulême par son oncle Geoffroi, et l'autre Arnaud, dont on ne sait que le nom.